# ميكال رايلي
ميكال رايلي (بالإنجليزية: Mykal Riley)‏ مواليد 14 يوليو 1985 في باين بلاف، هو لاعب كرة سلة أمريكي. بدأ مسيرته الاحترافية في سنة 2008. يلعب مع جاي إس إف نانتير في الدوري الفرنسي لكرة السلة الدرجة الأولى. يحمل الرقم 10. يبلغ طوله 6 قدم 6 بوصة (2.0 م).

## المسيرة الاحترافية
لعب مع نادي فيرارا لكرة السلة في الدوري الإيطالي في موسم 2008–2009، ثم لعب مع جاي إس إف نانتير في الدوري الفرنسي من سنة 2009 إلى 2012، ثم لعب مع جاي دي أيه ديجون في موسم 2013–2014، ثم لعب مع جاي إس إف نانتير في الدوري الفرنسي في سنة 2014.

## روابط خارجية
- ميكال رايلي على موقع كرة السلة الأوروبية.كوم (الإنجليزية)
- ميكال رايلي على موقع DraftExpress.com (الإنجليزية)
- ميكال رايلي على موقع كلية كرة السلة في سبورتس رفرنس.كوم (الإنجليزية)
- ميكال رايلي على موقع ريلجم (الإنجليزية)
- ميكال رايلي على موقع بروبوليرز (الإنجليزية)
- ميكال رايلي على موقع سبورتس رفرنس (الإنجليزية)